# روبرت فلتون

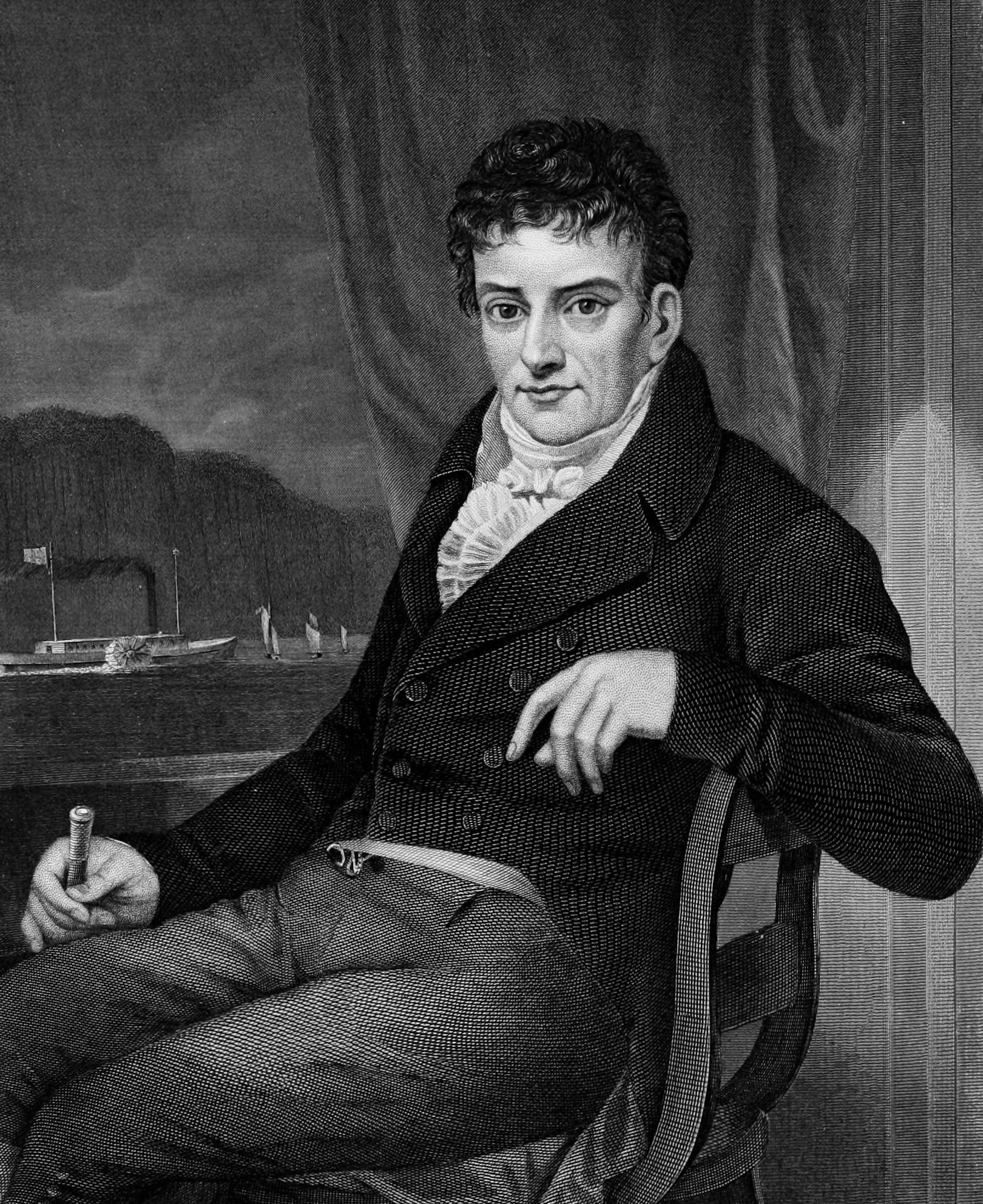
روبرت فلتون

روبرت فلتون ، (بالإنجليزية: Robert Fulton)‏ مهندس ومخترع أمريكي ( ولد 14 نوفمبر 1765 - توفي 24 فبراير 1815) اخترع السفينة البخارية وحصل على براءة الاختراع في 11 فبراير 1809 نال شهرة واسعة لتطويره سفينة بخارية ناجحة تجاريًا؛ أطلق على السفينة الأولى اسمه سفينة نورث ريفير البخارية (لاحقًا سُميت كليرمونت). في عام 1807 سافرت السفينة في نهر هدسون مع ركاب من نيويورك إلى ألباني وعادت أيضًا في نفس الطريق، في رحلة امتدت لأربعمئة وثمانين كيلومترًا خلال 62 ساعة. غيّر نجاح سفينته البخارية النقل النهري والتجارة في عدة ولايات رئيسية. في عام 1800 كُلف فلتون من قبل نابليون بونابرت قائد فرنسا لمحاولة تصميم غواصة؛ أنتج فلتون ناوتيلوس أول غواصة عملية في التاريخ. نال فلتون أيضًا شهرةً باختراعه إحدى أول الطوربيدات البحرية في العالم التي استخدمتها البحرية البريطانية.
أصبح فلتون مهتمًا بالمحركات البخارية وفكرة السفن البخارية عام 1777 عندما كان عمره نحو 12 عامًا وزار ويليام هنري مندوب الولاية في لانكاستر، بنسلفانيا الذي كان مهتمًا بالموضوع. كان هنري يعلم عن المخترع جيمس واط ومحركه البخاري في زيارة سابقة لإنجلترا.

## مطلع حياته
وُلد روبرت فلتون في مزرعة في ليتل بريتين، بنسلفانيا في الرابع عشر من نوفمبر عام 1765. تزوج والده روبرت فلتون من ماري سميث ابنة الكابتن جوزيف سميث وأخت العقيد ليستر سميث من عائلة ثرية بعض الشيء. كان لروبرت ثلاث أخوات إيزابيلا وإليزابيث وماري وأخ أصغر أبراهام.
عاش في فيلادلفيا لست سنوات يرسم البورتريهات والمناظر الطبيعية والمنازل والآلات  وتمكن من إرسال المال لمساعدة أمه في قريته. في عام 1875 اشترى فلتون مزرعة في هوبويل تاونشيب في مقاطعة واشنطن بالقرب من مدينة بيتسبرغ بمبلغ وقدره 80 جنيهًا استرليني (يُعادل 13275 دولار عام 2018) ونقل أمه والعائلة إلى المزرعة.

## العمل

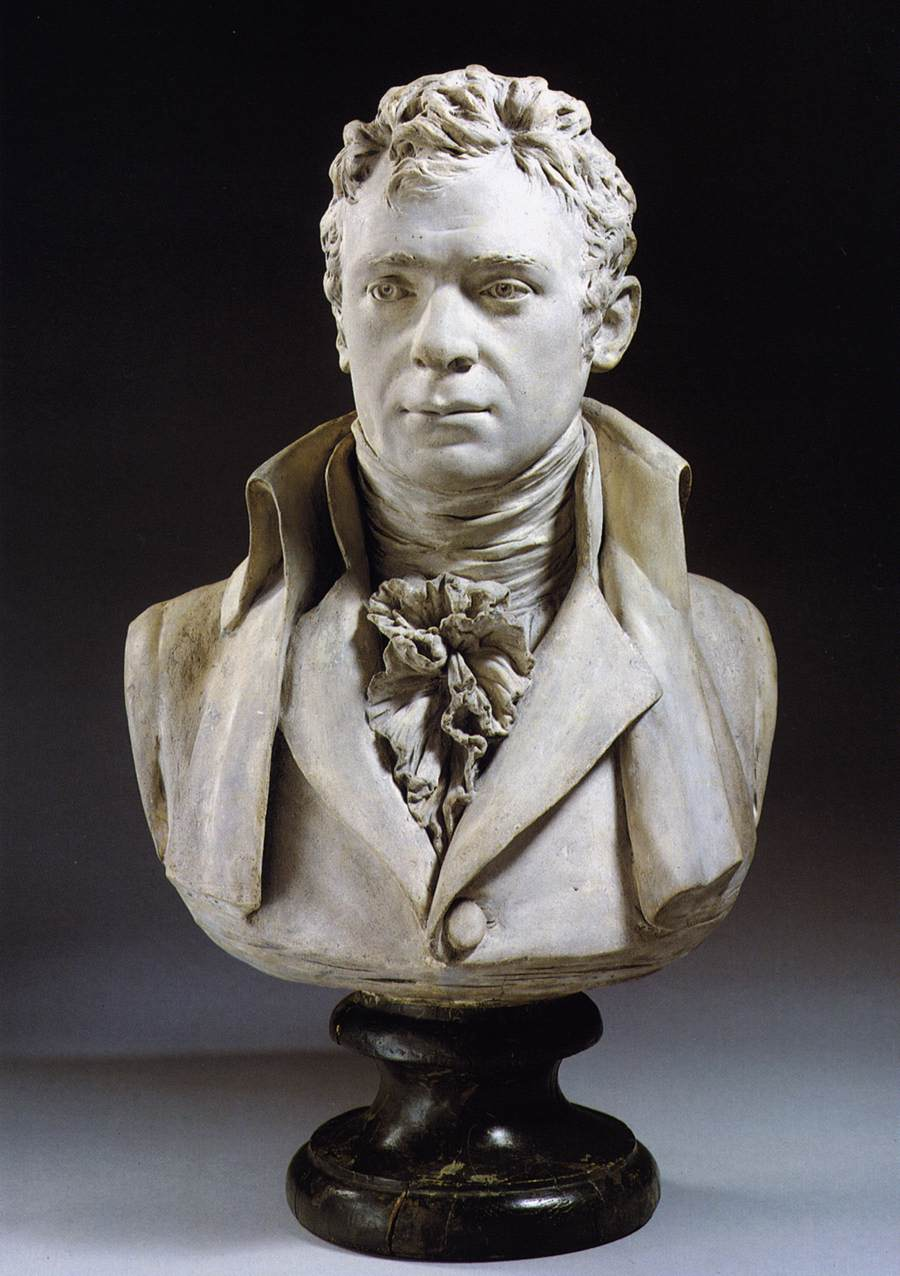
تمثال روبرت فلتون

### المسيرة المهنية في أوروبا (1786-1806)
سافر فلتون إلى أوروبا بعمر الثالثة والعشرين وعاش هناك في العشرين عامًا التالية من حياته. ذهب إلى إنجلترا عام 1786 حاملًا رسائل تعريفية عديدة إلى مغتربين أمريكان من أفراد بارزين التقاهم في فيلادلفيا، تواصل مع الفنان بنجامين ويست إذ كان والدايهما أصدقائًا مقربين. أخذ ويست فلتون إلى منزله حيث عاش فلتون لعدة سنوات ودرس الرسم. نال فلتون عدة تكليفات لرسم البورتريهات والمناظر الطبيعية مم مكنه من دعم نفسه. تابع التجريب في الاختراعات الميكانيكية.
أصبح فلتون محاصرًا بحماسة فترة هوس القناة (فترة البناء وتشغيل القنوات البحرية في إنجلترا). في عام 1793 بدأ بتطوير أفكاره عن الزورق الجرار في القناة ذات المستوى المائل بدلًا من كونه حاجزًا. حصل على براءة اختراع لفكرته عام 1794 وبدأ أيضًا العمل على أفكار للطاقة البخارية للسفن. نشر كتيب عن القنوات ومُنح براءة اختراع عن آلة التجريف وعدة اختراعات أخرى. في عام 1794 انتقل إلى مانشستر لاكتساب معرفة عملية عن هندسة القناة الإنجليزية. عندما كان هناك أصبح فلتون صديقًا لروبرت أوين وهو صانع قطن ومن الشيوعيين الأوائل. وافق أوين على تمويل التطوير والترويج لتصاميم فلتون للمستويات المائلة وآلات تجريف الأرض، كان له دور فعال في تعريف الأمريكيين على شركة القنال والتي كافأته بمنحه عقدًا فرعيًا، ولكن فلتون لم يكن ناجحًا في هذا الجهد العملي وتخلى عن العقد بعد فترة قصيرة.
في بدايات عام 1793، اقترح فلتون خططًا للزوارق العاملة بالطاقة البخارية على الحكومتين البريطانية والأمريكية. ظهرت أول السفن البخارية في وقت مبكر. بُنيت أول السفن البخارية وفيها يُحرك المحرك المجاذيف من قبل كلود دو جوفروي في فرنسا وأطلق عليها اسم (بالمبيدي) واختُبرت في نهر الدوب عام 1776. في عام 1783، بنى دو جوفروي فيروسكيف أول مجداف بخاري والذي أبحر بنجاح في نهر الساون. كانت أول تجربة تشغيل ناجحة لسفينة بخارية في أمريكا من قبل المخترع جون فيتش في نهر ديلاوير في 22 أغسطس 1787. جرَّب ويليام سيمنغتون السفن البخارية بنجاح عام 1788 ويبدو أن فلتون كان واعيًا لتلك التطويرات.
في إنجلترا، التقى فلتون بفرانسيس إيغرتون دوق بريدج ووتر والذي كانت قناته أول قناة تُشيد في بريطانيا واستُخدمت لمحاولات تشغيل الزورق البخاري. أصبح فلتون متحمسًا جدًا للقناة وكتب عام 1796 أطروحة عن بناء القناة مُقترحًا تعزيزات في الحواجز والميزات الأخرى. خلال عمله مع دوق بريدج ووتر بين عامي 1796 و 1799 امتلك فلتون سفينة بُنيت في ساحة الأخشاب التابعة للدوق تحت إشراف بينجامين باويل. بعد تركيب الآلات التي قدمها المهندسان باتيمان وشيرات من سالفورد، عُمدت السفينة حسب الأصول باسم بونابرت تكريمًا لخدمة فلتون لنابليون. بعد محاولات مكلفة، بسبب تكوين التصميم، خاف الفريق أن تؤذي المجاذيف الطبن الذي يحدد القناة وفي نهاية المطاف تخلوا عن التجربة. في عام 1801، أمر الدوق أن تُبنى ثمان سفن لقناته ترتكز على تصميم شارلون دونباس من خلال سيمنغتون.
ذهب فلتون عام 1797 إلى باريس وهناك أصبح مشهورًا لكونه مخترعًا. درس الفرنسية والألمانية بالإضافة للرياضيات والكيمياء. التقى فلتون في باريس بجيمس رامسي وهو مخترع من فيرجينيا ومهتم بالسفن البخارية والذي جرب سفينته البخارية الأولى في نهر بوتوماك. عرض فلتون أول رسم بانورامي في باريس وهي لوحة بيير بيرفوست «منظر لباريس من التويلري» عام 1800 في  ما يُعرف حتى الآن باشارع البانورامي. خلال إقامته في فرنسا، صمم فلتون أول غواصة عاملة تُشغلها الطاقة البشرية (العضلات) ناوتيلوس بين عامي 1793 و1797. أجرى أيضًا تجاربًا على الطوربيدات. عند إجراء الاختبار، عملت غواصته تحت الماء لسبعة عشر دقيقة وعلى عمق 7 أمتار. طلب فلتون من الحكومة دعم بناء الغواصة ماليًا، لكن طلبه رُفض مرتين. في نهاية المطاف اتصل بوزير البحرية وفي عام 1800 أعطي الموافقة بالبناء. بنت الغواصة في حظيرة السفن بيير في مدينة روين، وأبحرت الغواصة للمرة الأولى في يوليو عام 1800 في نهر السين في ذات المدينة.
التقى فلتون في فرنسا بروبرت ليفينغستون الذي عُين سفيرًا للولايات المتحدة في فرنسا عام 1801. كان روبرت يملك عقلًا علميًا فضوليًا وقرر الرجلان التعاون لبناء سفينة بخارية ومحاولة تشغيلها في نهر السين. اختبر فلتون مقاومة الماء على أشكال مختلفة لهيكل السفينة وصنع رسومات ونماذج، وبنى سفينة بخارية. في أول تجربة أبحرت السفينة بشكل مثالي، ولكن الهيكل أعيد بناؤه لاحقًا وتقويته. في التاسع من أغسطس عام 1803 عندما أبحرت السفينة في نهر السين، غرقت. كان طول السفينة 20.1 متر وعارضة بطول 2,4 متر، وسرعته بين 4,8 و6,8 كيلومتر في الساعة ضد التيار.
في عام 1804، غير فلتون ولاءه وانتقل إلى إنجلترا وهناك كلفه رئيس الوزراء ويليام بيت الأصغر بصناعة مجموعة من الأسلحة كي تستخدمها البحرية الإنجليزية خلال غزو نابليون. من بين اختراعاته العديدة كان الطوربيدات الحديثة الأولى في العالم (الألغام الحديثة). اختُبرت هذه الطوربيدات خلال الغارة على بولوني عام 1804 ولكنها لاقت نجاحًا محدودًا. رغم استمرار فلتون بتطوير اختراعاته مع البريطانيين حتى عام 1806، خفف النصر البحري الساحق الذي قاده الأدميرال هوراتيو نيلسون في معركة ترافالغار عام 1805 من مخاطر الغزو الفرنسي. جرى تجاهل فلتون بشكل متزايد.

## وصلات خارجية
- روبرت فلتون على موقع الموسوعة البريطانية (الإنجليزية)
- روبرت فلتون على موقع إن إن دي بي (الإنجليزية)
- Chisholm, Hugh, ed. (1911). "Fulton, Robert" . Encyclopædia Britannica (بالإنجليزية) (11th ed.). Cambridge University Press. (بالإنجليزية)